# Favicon
Et favicon (favorites icon) er et ikon som repræsenterer en webside. Den vises normalt til venstre i adressefeltet i de fleste moderne webbrowsere når man er inde på en side, og den også bruges i bogmærke-menuer og -lister.

## Filen
Traditionelt har filtypen været Windows-ikon (.ico), men det er blevet normalt, at webbrowsere accepterer PNG-, GIF og JPEG-filer. Oftest er det et billede med en størrelse på 16×16 pixels, men browsere kan selv skalere filen til at passe.
Eksempelvis har Wikipedia dette favicon: 

## Implementering
Når man skal implementere et favicon på et websted, skal det gøres ved hjælp af nogle instruktioner i HTML-kildekoden i <head>...</head>-tagget. Mange browsere leder dog selvstændigt efter et favicon på webstedet. Hvad man præcis skal skrive, kan afhænge af browseren og af den fil du ønsker at anvende, men nedenstående eksempel burde virke i de fleste browsere:
```
<
link
 
rel
=
"icon"
 
href
=
"mitfavicon.ico"
>

```

,såfremt du anvender Windows-ikon-filer, mens andre filtyper ikke er understøttet af ældre versioner af Microsoft Internet Explorer.